# شناخت فضایی

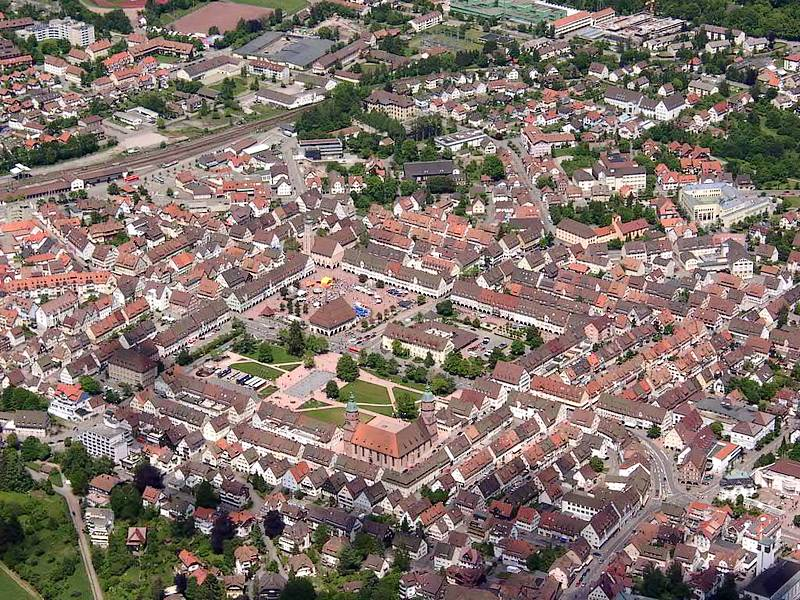
شناخت فضایی تعامل با آن یکی از مهمترین مسائل در علوم فضایی است. این شناخت می‌تواند به ما کمک کند تا بهتر درک کنیم که چگونه جهان پیرامون ما کار می‌کند و چگونه می‌توانیم از این دانش برای بهبود زندگی خود و دیگران استفاده کنیم.

شناخت فضایی (به انگلیسی: Spatial cognition) به کسب، سازماندهی، استفاده و بازنگری دانش در مورد محیط‌های فضایی مربوط می‌شود. شناخت فضایی بیشتر در مورد نحوه رفتار افراد در فضا و علم دانشگاهی مربوط به آن است. این قابلیت‌ها افراد را قادر می‌سازد تا وظایف شناختی پایه و سطح بالا را در زندگی روزمره مدیریت کنند. رشته‌های متعددی (مانند روان‌شناسی شناختی، علوم اعصاب، هوش مصنوعی، علم اطلاعات جغرافیایی، نقشه‌برداری و غیره) برای درک شناخت فضایی در گونه‌های مختلف، به ویژه در انسان، با هم کار می‌کنند؛ بنابراین، مطالعات شناخت فضایی نیز به پیوند روان‌شناسی شناختی و علوم اعصاب کمک کرده‌است. دانشمندان در هر دو زمینه با هم کار می‌کنند تا بفهمند که شناخت فضایی چه نقشی در مغز ایفا می‌کند و همچنین زیرساخت‌های عصبی زیستی وابسته به آنرا را تعیین می‌کنند.
شناخت فضایی ارتباط نزدیکی با نحوه صحبت افراد در مورد محیط خود، یافتن راه خود در محیط جدید و برنامه‌ریزی مسیرها دارد؛ بنابراین طیف وسیعی از مطالعات بر اساس گزارش‌های شرکت‌کنندگان، معیارهای عملکرد و موارد مشابه است. (برای مثال به منظور تعیین چارچوب‌های مرجع شناختی که به آزمودنی‌ها اجازه انجام کاری را می‌دهد) در این زمینه، استفاده از واقعیت مجازی بیشتر و بیشتر در بین محققان گسترش می‌یابد، زیرا این فرصت را برای مقابله با شرکت‌کنندگان با محیط‌های ناشناخته به شیوه ای بسیار کنترل شده ارائه می‌دهد.
شناخت فضایی را می‌توان از منظر روان شناختی دید، به این معنی که رفتار افراد در آن فضا مورد توجه است. وقتی افراد در فضا رفتار می‌کنند، از نقشه‌های شناختی استفاده می‌کنند که تکامل یافته‌ترین شکل شناخت فضایی است. هنگام استفاده از نقشه‌های شناختی، اطلاعات مربوط به نشانه‌های مرزنما و فیزیکی (landmarks) و مسیرهای بین نشانه‌ها ذخیره و استفاده می‌شود. این دانش می‌تواند از منابع مختلفی ساخته شود. از یک نگاه و دید بسیار هماهنگ شده و locomotion (حرکت) مانند گرفته، تا نقشه‌سازی سمبل‌ها (map symbols)، توصیفات کلامی و سیستم‌های اشاره گر کامپیوتری.
به گفته «Montello» فضا به‌طور ضمنی به بدن شخص و اعمال مرتبط با آن اشاره دارد. او به انواع مختلف فضا اشاره می‌کند. فضای فیگولار (figural) که فضایی کوچکتر از بدن است، فضای چشم‌اندازی (vista space) که در آن فضا از بدن انسان گسترده‌تر است، فضای محیطی (environmental space) که با حرکت (locomotion) و فضای جغرافیایی که بزرگ‌ترین فضا است و تنها از طریق نمایش نقشه‌نگاری قابل یادگیری است.
با این حال، از آنجایی که فضا در مغز انسان ساخته و نشان داده می‌شود، ممکن است تحریفی در آن ایجاد شود. هنگام درک فضا و فاصله، ممکن است تحریفی رخ دهد. فاصله‌ها در مورد اینکه آیا بین یک مکان معین و مکانی که دارای برجستگی شناختی بالایی است در نظر گرفته می‌شود یا خیر، متفاوت درک می‌شود. مکان‌ها و فواصل متفاوت درک شده می‌توانند یک «نقطه مرجع» داشته باشند که بهتر از سایرین شناخته شده‌اند، بیشتر بازدید می‌شوند یا بیشتر قابل مشاهده هستند. انواع دیگری از تحریف‌ها نیز وجود دارد. علاوه بر این، تحریف در تخمین فاصله و تحریف در تراز زاویه (angle alignment) نیز وجود دارد. تحریف در تراز زاویه ممکن است به این معنی باشد که شمال شخصی شما به (به خطا یا اشباه) عنوان «شمال» در نظر گرفته شود. نقشه با توجه به جهت‌گیری دیدگاه شخصی یادگیری به صورت ذهنی نشان داده می‌شود. از آنجایی که تحریف درک شده «ذهنی» است و لزوماً با «فاصله عینی» همبستگی ندارد، در این پدیده نیز تحریف ممکن است رخ دهد. ممکن است در مسیرهای قرار گرفته در مرکز شهر، مسیرهای دارای پیچ، مسیرهای منحنی و مرزها یا موانع، برآورد و تخمینی بیش از حد وجود داشته باشد.